# Мокрії
Мокрії (до 2021 року — Мокрі́ївка) — село в Україні, у Миргородському районі Полтавської області. Населення становить 209 осіб. Входить до складу Комишнянської селищної громади.

## Історія
З середини XIX ст. сучасне село Мокрії згадувалося як козачий хутір Миргородського повіту Полтавської губернії під назвою «Мокріевъ» (в українській транскрипції — «Мокріїв»).
До 2020 року орган місцевого самоврядування — Черкащанська сільська рада.

## Географія
Село Мокрії примикає до села Запорожці. По селу протікає пересихаючий струмок з загатою.

## Назва та об'єднання
Рішеннями Полтавської обласної ради від 2 грудня 2009 року назва села уточнена на Мокрії, об'єднане з селами Запорожці та Фуглі. Однак, лише 3 березня 2021 року Верховна Рада України затвердила нову назву села.